# 글로벌 포스 레슬링
글로벌 포스 레슬링(Global Force Wrestling)은 2014년 제프 제럿과 컨트리 가수인 토비 케이스에 의해 창설된 프로레슬링 단체이다.
2017년 임팩트 레슬링을 흡수 합병한다.

## 자체 방송국 설립
2017년 초반에 영국, 아일랜드 지역 한정으로 토탈 임팩트 엑세스라는 실시간 스트리밍 서비스를 실시하였고, 2017년 9월 지역을 확대하여 글로벌 레슬링 네트워크라는 서비스를 출범할 예정이다. WWE 네트워크, 신일본 월드, NWA 클래식스와 마찬가지로 현재와 과거의 명경기 영상 등을 실시간으로 시청 가능하다.

## 제휴 단체
- 토털 논스톱 액션 레슬링(미국)
- NJPW(일본)
- 트리플 A(멕시코)
- WWP(남아프리카공화국)
- 에메랄드 레슬링 프로모션 (아일랜드)
- 뉴 제너레이션 레슬링 (잉글랜드)
- 프리미어 브리티쉬 레슬링 (스코틀랜드)
- 레볼루션 프로 레슬링 (잉글랜드)
- 웨스트사이드 익스트림 레슬링 (독일)
- 프로레슬링 얼라이언스 오스트레일리아 (호주)
- 레슬크래쉬 (호주)
- 라이엇 시티 레슬링 (호주)
- 익스플로시브 프로 레슬링 (호주)
- 임팩트 프로 레슬링 (뉴질랜드)

### 남성 레슬러
- 앤드류 애버렛
- 콩고 콩
- 무스
- 아담 쏜스토웨
- 루스터 더 레전드
- 스캇 스타이너
- 선제이 더트
- 타카아키 와타나베
- 트렌트 배러타
- 트레버 리

### 여성 레슬러
- 시에나

### GFW 레전드
- 짐 더건
- 케빈 내시

## GFW 마지막 챔피언
| 타이틀                       | 초대 챔피언        | 마지막 챔피언            | 타이틀 존속기간                   |
| ---------------------------- | ------------------ | ------------------------ | --------------------------------- |
| GFW 글로벌 챔피언            | 닉 앨디스          | 알베르토 엘 파트론       | 2015년 10월 23일 ~ 2017년 7월 2일 |
| GFW 넥스트 제너레이션 챔피언 | PJ 블랙            | 코디 로즈                | 2015년 10월 23일 ~ 2017년 7월 4일 |
| GFW 월드 태그팀 챔피언       | 발리우드 보이즈    | 라틴 아메리칸 익스체인지 | 2015년 10월 23일 ~ 2017년 7월 2일 |
| GFW 위민스 챔피언            | 크리스티나 본 에리 | 시에나                   | 2015년 10월 23일 ~ 2017년 7월 2일 |

## 난장이 레슬러
- 스워글

## 같이 보기
- GFW 동창생